# 霍華德島
64°47′S 64°23′W / 64.783°S 64.383°W
霍華德島（英語：Howard Island）是南極洲的島嶼，位於哈茨霍恩島，處於哈茨霍恩島以南，屬於茹班群島的一部分，由美國南極名稱諮詢委員命名，現時由南極條約體系管理。